# Geldern
Geldern (en neerlandés: Gelderen; en inglés arcaico: Guelder; históricamente también Güeldres en español) es una ciudad alemana, ubicada en el noroeste del Estado federal de Renania del Norte-Westfalia. Forma parte del distrito de Cléveris, en la región de Düsseldorf.

## Historia
La ciudad pertenecía al Ducado de Güeldres, conquistado en 1543 por los Países Bajos de los Habsburgo, durante la guerra de los Ochenta Años fue ocupada por los neerlandeses desde 1578 hasta su toma el 4 de julio de 1587 por parte de las tropas de los Países Bajos Españoles. El 21 de diciembre de 1703 fue ocupada por los prusianos durante la guerra de sucesión española, el Tratado de Utrech oficializó la entrega de la villa a Prusia.

## Geografía

### Ubicación
Geldern se encuentras en las llanuras de Renania baja, al norte de esta región y al oeste del Rin. Su elevación promedio es de 27 metros. El río Niers, afluente del Mosa, fluye a través de esta localidad. Se encuentra cerca tanto del Aeropuerto Internacional de Düsseldorf como del Aeropuerto de Düsseldorf-Weeze, también denominado Aeropuerto de Niederrhein (en referencia a la región del Bajo Rin).

### Subdivisiones
Geldern se subdivide en los siguientes municipios:
- Geldern (ciudad)
- Hartefeld
- Kapellen
- Lüllingen
- Pont
- Veert
- Vernum
- Walbeck

## Demografía
| Año  | N.º de habitantes |
| ---- | ----------------- |
| 1885 | 5.690             |
| 1885 | 5.690             |
| 1905 | 6.551             |
| 1937 | 7.228             |
| 1946 | 5.288             |
| 2003 | 33.314            |